# Matviivka, Mîronivka
Matviivka (în ucraineană Матвіївка) este un sat în comuna Viktorivka din raionul Mîronivka, regiunea Kiev, Ucraina.

## Demografie
Componența lingvistică a localității Matviivka
     Ucraineană (98,61%)
     Rusă (1,39%)
Conform recensământului din 2001, majoritatea populației localității Matviivka era vorbitoare de ucraineană (98,61%), existând în minoritate și vorbitori de rusă (1,39%).